# Euroliga v basketbalu žen 2014/2015
Euroliga v basketbale žen 2014/15 byla 24. ročníkem Euroligy v basketbale žen pod současným jménem. Sezóna, včetně play-off, trvala od 11. listopadu 2014 do 12. dubna 2015. 15 týmů z 8 zemí bylo rozděleno do 2 skupin, z každé skupiny postupovaly 4 nejlepší týmy do play-off.
Čtvrtfinále se hrálo na dva vítězné zápasy, úspěšnější celky postoupily do Final Four. Místem konání Final Four byla Praha, celkovým vítězem soutěže se stal domácí celek ZVVZ USK Praha.   

## Skupina A
|    | Tým                  | Zápasy | V  | P  | VK  | OK  | Rozdíl | Body | VZ  |
| -- | -------------------- | ------ | -- | -- | --- | --- | ------ | ---- | --- |
| 1. | Dynamo Kursk         | 12     | 10 | 2  | 926 | 844 | +82    | 22   | 2–0 |
| 2. | UGMK Jekatěrinburg   | 12     | 10 | 2  | 924 | 769 | +155   | 22   | 0–2 |
| 3. | ZVVZ USK Praha       | 12     | 6  | 6  | 854 | 853 | +1     | 18   |     |
| 4. | Galatasaray Istanbul | 12     | 5  | 7  | 759 | 757 | +2     | 17   | 2–0 |
| 5. | Wisła Kraków         | 12     | 5  | 7  | 790 | 839 | −49    | 17   | 0–2 |
| 6. | Basket Lattes        | 12     | 4  | 8  | 775 | 820 | −45    | 16   |     |
| 7. | Good Angels Košice   | 12     | 2  | 10 | 694 | 840 | −146   | 14   |     |

|                      | JEK   | GAL   | KOŠ   | KRA    | KUR   | LAT   | PRA   |
| UGMK Jekatěrinburg   |       | 77–67 | 75–52 | 106–63 | 77–78 | 77–69 | 84–74 |
| Galatasaray Istanbul | 56–67 |       | 67–68 | 63–45  | 91–87 | 59–66 | 43–72 |
| Good Angels Košice   | 51–71 | 59–50 |       | 55–68  | 70–92 | 50–66 | 70–74 |
| Wisła Kraków         | 56–66 | 53–64 | 70–50 |        | 77–62 | 76–70 | 86–72 |
| Dynamo Kursk         | 74–73 | 72–68 | 66–52 | 92–68  |       | 77–59 | 70–65 |
| Basket Lattes        | 58–74 | 48–59 | 65–60 | 72–62  | 61–69 |       | 72–77 |
| ZVVZ USK Praha       | 71–77 | 43–72 | 76–57 | 67–66  | 83–87 | 80–69 |       |

## Skupina B
|    | Tým                       | Zápasy | V  | P  | VK   | OK   | Rozdíl | Body | VZ       |
| -- | ------------------------- | ------ | -- | -- | ---- | ---- | ------ | ---- | -------- |
| 1. | Fenerbahçe Istanbul       | 14     | 11 | 3  | 1004 | 857  | +147   | 25   |          |
| 2. | Naděžda Orenburg          | 14     | 10 | 4  | 956  | 825  | +131   | 24   | 1–1 (+5) |
| 3. | CB Avenida                | 14     | 10 | 4  | 973  | 859  | +114   | 24   | 1–1 (−5) |
| 4. | CJM Bourges Basket        | 14     | 9  | 5  | 981  | 875  | +106   | 23   |          |
| 5. | Abdullah Gül Üniversitesi | 14     | 7  | 7  | 1004 | 995  | +9     | 21   |          |
| 6. | PF Schio                  | 14     | 6  | 8  | 1021 | 1007 | +14    | 20   |          |
| 7. | Energa Toruń              | 14     | 3  | 11 | 940  | 1102 | −162   | 17   |          |
| 8. | BK Brno                   | 14     | 0  | 14 | 770  | 1129 | −359   | 14   |          |

|                           | AGU   | AVE   | BOU   | BRN   | FEN   | ORE   | SCH   | TOR   |
| Abdullah Gül Üniversitesi |       | 71–63 | 77–73 | 64–53 | 78–84 | 64–71 | 75–82 | 96–76 |
| CB Avenida                | 71–64 |       | 59–48 | 73–42 | 66–60 | 61–50 | 75–58 | 70–64 |
| CJM Bourges               | 79–71 | 73–55 |       | 88–38 | 67–61 | 58–50 | 79–67 | 72–54 |
| BK Brno                   | 64–76 | 55–88 | 48–79 |       | 52–85 | 50–78 | 68–83 | 62–82 |
| Fenerbahçe Istanbul       | 73–57 | 66–63 | 75–50 | 79–54 |       | 65–54 | 68–63 | 76–63 |
| Naděžda Orenburg          | 49–53 | 66–50 | 78–68 | 88–55 | 64–56 |       | 84–74 | 65–63 |
| PF Schio                  | 74–80 | 65–90 | 79–59 | 87–58 | 59–75 | 58–77 |       | 93–61 |
| Energa Toruń              | 83–78 | 77–89 | 63–88 | 79–71 | 67–81 | 50–82 | 58–79 |       |

## Čtvrtfinále
Hrálo se na dva vítězné zápasy. Tým 1 hrál vždy první zápas doma, druhý venku, případný třetí opět doma.
|    | Tým 1               | Výsl. | Tým 2                | Utkání 1 | Utkání 2 | Utkání 3 |
| -- | ------------------- | ----- | -------------------- | -------- | -------- | -------- |
| 1. | Dynamo Kursk        | 2 – 1 | CJM Bourges          | 75–62    | 62–64    | 88–72    |
| 2. | UGMK Jekatěrinburg  | 2 – 0 | Naděžda Orenburg †   | 81–54    | 86–75    |          |
| 3. | †† CB Avenida       | 0 – 2 | ZVVZ USK Praha       | 48–50    | 43–72    |          |
| 4. | Fenerbahçe Istanbul | 2 – 1 | Galatasaray Istanbul | 58–56    | 57–59    | 63–52    |

Poznámky:
- † Přestože tým Naděžda Orenburg skončil ve skupině B druhý, podle Pravidel Euroligy v basketbale žen, článek 14, poznámka 1:

„Jestliže se do čtvrtfinále kvalifikují tři týmy z téže země a dva z těchto týmů by měly podle nasazení hrát proti sobě, žádné změny nejsou nutné. Pokud by však každý z těchto týmů měl hrát s cizím soupeřem, budou seřazeny podle výsledků ze základní části. Tým na 2. místě se pak utká s týmem na 3. místě.“
Ze tří ruských klubů mělo nejlepší bilanci v základní části Dynamo Kursk, což poslalo proti sobě ve čtvrtfinále UGMK Jekatěrinburg (druhý nejlepší ruský klub v základní části) a Naděždu Orenburg (třetí nejlepší ruský klub základní části).
- †† Vzhledem k výše uvedenému další čtvrtfinálovou dvojici utvořily celky ZVVZ USK Praha a CB Avenida. Výhodu domácího prostředí v prvním a případném třetím utkání série získal španělský klub díky lepšímu poměru výher a proher v základní části.[1]

## Final Four
Jako hostitelský klub pro Final Four byl vybrán celek ZVVZ USK Praha. Final Four ženské Euroligy se v Česku uskutečnilo již počtvrté, poprvé však v Praze – v letech 1999, 2006 a 2008 bylo hostitelským městem Brno. Místem konání byla Sportovní hala Královka na pražské Letné.

### Semifinále 1
| 10. duben 2015 18:00 | Recap | Fenerbahçe Istanbul                            | 49 – 62 | ZVVZ USK Praha    |  | Sportovní hala Královka Počet diváků: 2 500 Rozhodčí: Jasmina Jurasová (SRB), Susana Gomezová Lopezová (ESP), Carole Delaunéová (FRA) |
| 10. duben 2015 18:00 | Recap | Skóre po čtvrtinách: 18–17, 10–10, 14–18, 7–17 |         |                   |  | Sportovní hala Královka Počet diváků: 2 500 Rozhodčí: Jasmina Jurasová (SRB), Susana Gomezová Lopezová (ESP), Carole Delaunéová (FRA) |
| 10. duben 2015 18:00 | Recap | T. Charlesová – 14                             | Body    | K. Vaughnová – 15 |  | Sportovní hala Královka Počet diváků: 2 500 Rozhodčí: Jasmina Jurasová (SRB), Susana Gomezová Lopezová (ESP), Carole Delaunéová (FRA) |
| 10. duben 2015 18:00 | Recap | T. Charlesová, Q. Hollingsworthová – 8         | Dosk.   | K.Vaughnová – 12  |  | Sportovní hala Královka Počet diváků: 2 500 Rozhodčí: Jasmina Jurasová (SRB), Susana Gomezová Lopezová (ESP), Carole Delaunéová (FRA) |
| 10. duben 2015 18:00 | Recap | T. Charlesová, B. Demirmenová – 2              | Asist.  | L. Palauová – 7   |  | Sportovní hala Královka Počet diváků: 2 500 Rozhodčí: Jasmina Jurasová (SRB), Susana Gomezová Lopezová (ESP), Carole Delaunéová (FRA) |

### Semifinále 2
| 10. duben 2015 15:00 | Recap | Dynamo Kursk                                   | 70 – 81 | UGMK Jekatěrinburg |  | Sportovní hala Královka Počet diváků: 2 100 Rozhodčí: Anne Pantherová (GER), Fabiana Martinescuová (ROU), Maka Kupatadzeová (GEO) |
| 10. duben 2015 15:00 | Recap | Skóre po čtvrtinách: 13–26, 9–20, 27–16, 21–19 |         |                    |  | Sportovní hala Královka Počet diváků: 2 100 Rozhodčí: Anne Pantherová (GER), Fabiana Martinescuová (ROU), Maka Kupatadzeová (GEO) |
| 10. duben 2015 15:00 | Recap | I. Albenová – 15                               | Body    | S. Grudaová – 20   |  | Sportovní hala Královka Počet diváků: 2 100 Rozhodčí: Anne Pantherová (GER), Fabiana Martinescuová (ROU), Maka Kupatadzeová (GEO) |
| 10. duben 2015 15:00 | Recap | S. Augustusová – 8                             | Dosk.   | C. Parkerová – 15  |  | Sportovní hala Královka Počet diváků: 2 100 Rozhodčí: Anne Pantherová (GER), Fabiana Martinescuová (ROU), Maka Kupatadzeová (GEO) |
| 10. duben 2015 15:00 | Recap | E. Princeová – 5                               | Asist.  | C. Parkerová – 4   |  | Sportovní hala Královka Počet diváků: 2 100 Rozhodčí: Anne Pantherová (GER), Fabiana Martinescuová (ROU), Maka Kupatadzeová (GEO) |

### O 3. místo
| 12. duben 2015 15:00 | Recap | Dynamo Kursk                                    | 67 – 58 | Fenerbahçe Istanbul     |  | Sportovní hala Královka Počet diváků: 2 100 Rozhodčí: Anne Pantherová (GER), Carole Delaunéová (FRA), Sonia Teixeiraová (POR) |
| 12. duben 2015 15:00 | Recap | Skóre po čtvrtinách: 18–12, 12–14, 18–16, 19–16 |         |                         |  | Sportovní hala Královka Počet diváků: 2 100 Rozhodčí: Anne Pantherová (GER), Carole Delaunéová (FRA), Sonia Teixeiraová (POR) |
| 12. duben 2015 15:00 | Recap | N. Ogwumikeová – 21                             | Body    | T. Charlesová – 23      |  | Sportovní hala Královka Počet diváků: 2 100 Rozhodčí: Anne Pantherová (GER), Carole Delaunéová (FRA), Sonia Teixeiraová (POR) |
| 12. duben 2015 15:00 | Recap | N. Ogwumikeová – 14                             | Dosk.   | Q.Hollingsworthová – 11 |  | Sportovní hala Královka Počet diváků: 2 100 Rozhodčí: Anne Pantherová (GER), Carole Delaunéová (FRA), Sonia Teixeiraová (POR) |
| 12. duben 2015 15:00 | Recap | S. Augustusová – 4                              | Asist.  | B. Demirmenová – 2      |  | Sportovní hala Královka Počet diváků: 2 100 Rozhodčí: Anne Pantherová (GER), Carole Delaunéová (FRA), Sonia Teixeiraová (POR) |

### Finále
| 12. duben 2015 18:00 | Recap | ZVVZ USK Praha                                  | 72 – 68 | UGMK Jekatěrinburg |  | Sportovní hala Královka Počet diváků: 2 500 Rozhodčí: Jasmina Jurasová (SRB), Fabiana Martinescuová (ROU), Maka Kupatadzeová (GEO) |
| 12. duben 2015 18:00 | Recap | Skóre po čtvrtinách: 17–12, 15–16, 18–12, 22–28 |         |                    |  | Sportovní hala Královka Počet diváků: 2 500 Rozhodčí: Jasmina Jurasová (SRB), Fabiana Martinescuová (ROU), Maka Kupatadzeová (GEO) |
| 12. duben 2015 18:00 | Recap | D. Robinsonová – 24                             | Body    | C. Parkerová – 27  |  | Sportovní hala Královka Počet diváků: 2 500 Rozhodčí: Jasmina Jurasová (SRB), Fabiana Martinescuová (ROU), Maka Kupatadzeová (GEO) |
| 12. duben 2015 18:00 | Recap | K. Vaughnová – 12                               | Dosk.   | C. Parkerová – 14  |  | Sportovní hala Královka Počet diváků: 2 500 Rozhodčí: Jasmina Jurasová (SRB), Fabiana Martinescuová (ROU), Maka Kupatadzeová (GEO) |
| 12. duben 2015 18:00 | Recap | L. Palauová – 6                                 | Asist.  | D. Nolanová – 4    |  | Sportovní hala Královka Počet diváků: 2 500 Rozhodčí: Jasmina Jurasová (SRB), Fabiana Martinescuová (ROU), Maka Kupatadzeová (GEO) |